# Tesino (fiume)
Il Tesino è un torrente della regione Marche che scorre nella provincia di Ascoli Piceno. Si snoda lungo un percorso rettilineo di 37 km, attraversando i comuni di Force, Rotella, Montedinove, Castignano, Montalto delle Marche, Cossignano, Offida e Ripatransone, e sfociando infine nel territorio di Grottammare a sud del principale nucleo cittadino. A carattere torrentizio, non possiede affluenti di rilievo e ha una modesta portata media.
Il suo nome latino era Tessuinus.